# العلاقات الكويتية البوتسوانية
العلاقات الكويتية البوتسوانية هي العلاقات الثنائية التي تجمع بين الكويت وبوتسوانا.

## مقارنة بين البلدين
هذه مقارنة عامة ومرجعية للدولتين:
| وجه المقارنة                                              | الكويت        | بوتسوانا                       |
| --------------------------------------------------------- | ------------- | ------------------------------ |
| المساحة (كم2)                                             | 17.82 ألف     | 581.74 ألف                     |
| عدد السكان (نسمة)                                         | 4.14 مليون    | 2.29 مليون                     |
| الكثافة السكانية (ن./كم²)                                 | 232.32        | 3.94                           |
| العاصمة                                                   | مدينة الكويت  | غابورون                        |
| اللغة الرسمية                                             | اللغة العربية | لغة إنجليزية                   |
| العملة                                                    | دينار كويتي   | بولا بوتسواني                  |
| الناتج المحلي الإجمالي (بليون دولار)                      | 120.13 مليار  | 17.41 مليار                    |
| الناتج المحلي الإجمالي (تعادل القوة الشرائية) بليون دولار | 290.53 مليار  | 35.84 مليار                    |
| الناتج المحلي الإجمالي الاسمي للفرد دولار أمريكي          | 29.30 ألف     | 6.36 ألف                       |
| الناتج المحلي الإجمالي للفرد دولار أمريكي                 | 73.25 ألف     | 16.10 ألف                      |
| مؤشر التنمية البشرية                                      | 0.816         | 0.698                          |
| رمز المكالمات الدولي                                      | +965          | +267                           |
| رمز الإنترنت                                              | .kw           | .bw                            |
| المنطقة الزمنية                                           | ت ع م+03:00   | ت ع م+02:00، توقيت وسط إفريقيا |

## منظمات دولية مشتركة
يشترك البلدان في عضوية مجموعة من المنظمات الدولية، منها:
| علم المنظمة | اسم المنظمة                               | تاريخ انضمام الكويت | تاريخ انضمام بوتسوانا |
| ----------- | ----------------------------------------- | ------------------- | --------------------- |
|             | الاتحاد البريدي العالمي                   | ?                   | ?                     |
|             | يونسكو                                    | 18 نوفمبر 1960      | 16 يناير 1980         |
|             | البنك الدولي للإنشاء والتعمير             | 13 سبتمبر 1962      | 24 يوليو 1968         |
|             | منظمة التجارة العالمية                    | ?                   | ?                     |
|             | وكالة ضمان الاستثمار متعدد الأطراف        | 12 أبريل 1988       | 15 مايو 1990          |
|             | البنك الإفريقي للتنمية                    | ?                   | ?                     |
|             | الاتحاد الدولي للاتصالات                  | 14 أغسطس 1959       | 2 أبريل 1968          |
|             | منظمة الشرطة الجنائية الدولية             | ?                   | ?                     |
|             | مؤسسة التمويل الدولية                     | 13 سبتمبر 1962      | 23 مارس 1979          |
|             | الأمم المتحدة                             | 14 مايو 1963        | 17 أكتوبر 1966        |
|             | مؤسسة التنمية الدولية                     | 13 سبتمبر 1962      | 24 يوليو 1968         |
|             | منظمة حظر الأسلحة الكيميائية              | ?                   | ?                     |
|             | المركز الدولي لتسوية المنازعات الاستشارية | 4 مارس 1979         | 14 فبراير 1970        |

## وصلات خارجية
- موقع وزارة الخارجية الكويتية
- موقع وزارة الخارجية البوتسوانية